# بنی بوترایت
بنی بوترایت (انگلیسی: Bennie Boatwright؛ زادهٔ ۱۳ ژوئیهٔ ۱۹۹۶) بازیکن بسکتبال اهل ایالات متحده آمریکا است. او بسکتبال کالج را برای USC Trojans بازی کرد.